# 누마 폼필리우스
누마 폼필리우스 마르키우스(Numa Pompilius Marcius, 기원전 753년 ~ 673년, 717년 ~ 673년 재위)는 로물루스를 계승한 로마 왕국의 왕이다.

## 생애와 통치
플루타르코스는 누마가 폼포니우스의 네 아들 가운데 막내이며, 로마가 건국된 날(전통적으로 기원전 753년 4월 21일)에 태어났다고 전한다. 그는 혹독한 훈육을 받았으며, 집에는 사치품을 전혀 들여놓을 수 없었다고 한다. 사비니인의 임금이자 로물루스의 친구였던 티투스 타티우스는 자신의 외동딸 타티아를 누마와 혼인시켰다. 혼인한 지 13년 후에 타티아가 죽자 누마는 은거하게 된다. 리비우스에 따르면, 누마는 임금으로 선출되기 직전까지 쿠레스에서 살았다고 한다.
리비우스는 누마가 퓌타고라스에게서 철학을 배웠다는 얘기도 전하는데, 자신은 이에 대해 의문을 제기하고 있다.
플루타르코스는 일부 저자들이 그에게 외동딸 폼필리아가 있었다고 생각하지만, 그가 폼포니우스(폼포), 피누스, 칼푸스, 마메르쿠스, 누마 이렇게 다섯 아들을 두었으며 이들의 후손이 각각 귀족 가문인 폼포니이, 피나리이, 칼푸르니이, 아이밀리이, 폼필리이가 되었다고 생각하는 사람들도 있다고 썼다. 어떤 저자들은 이 이야기가 그 귀족 가문들에게 환심을 사려고 지어낸 아첨이라고 여기기도 하였다. 폼필리아의 어머니는 누마의 첫 번째 처인 타티아 혹은 두 번째 처인 루크레티아에게서 낳은 딸이라고 하는데, 그녀는 마르키우스라는 사람과 혼인하였으며, 이 둘 사이에서 미래의 임금인 앙쿠스 마르키우스가 태어났다고도 한다.
기원전 717년, 로물루스가 죽자, 로마 원로원에서는 누마를 새 임금으로 선출하였다.
플루타르크에 따르면, 누마는 처음에 원로원의 청을 거부하였으나, 아버지와 친척들이 하도 설득하여 이를 받아들였다고 한다. 리비우스는 누마가 쿠레스에서 원로원의 소환을 받은 뒤 어떻게 복점관에게 자신의 즉위에 대한 신의 뜻을 점치게 하였는지 추측하였다. 이에 유피테르의 답이 나왔으며, 전조는 길하였다.
누마가 처음에 행한 일로는 전쟁과 평화를 알리는 야누스 신전을 건설하는 것이었다. 이 신전은 로마 시의 길인 아르길레툼의 아래쪽에 건설되었다. 로마의 이웃 나라와 평화가 확실할 때는 신전 문이 닫혀 있었다.
누마는 후대에 자신의 타고난 지혜와 경건함으로 찬사를 받았는데, 전설에 따르면 뉨페 에게리아가 그로 하여금 현명한 입법자가 되게끔 가르쳤다고 한다. 리비우스에 따르면, 누마는 밤마다 에게리아에게서 도시의 신성한 의식을 적절하게 행하는 것을 놓고 자문을 받았다고 한다. 유피테르는 자신의 호의를 보이고 싶어하여 팔라티누스 언덕의 하늘 위에서 방패 하나가 떨어지게 하였는데, 방패에는 로마 시의 운명이 정해져 있다는 예언문이 써 있었다. 이 신성한 방패가 중요함을 알아본 누마 임금은 이와 어울리는 열한 개의 방패를 만들게 하였다. 이 방패들은 유피테르의 신성한 방패인 '앙킬라'(ancila)인데, 살리이의 사제들이 해마다 방패를 들고 행진하였다. 그는 대신관(폰티펙스 막시무스)의 직위를 만들었으며, 유피테르, 마르스, 퀴리누스의 사제인 플라멘을 설치하였다. 누마는 또 베스타 처녀 사제를 알바 롱가에서 로마로 데려왔다.
전승에 따르면 누마는 태양력과 태음력을 보정하여 역법 개혁을 단행하였으며, 1월과 2월을 넣었다고 한다.
기원전 673년에 누마 폼필리우스는 세상을 떠났다. 그의 뒤를 이어 툴루스 호스틸리우스가 로마의 왕이 되었다.